# Pseudohilaira
Pseudohilaira là một chi nhện trong họ Linyphiidae.